# 박시연
박시연(본명: 박미선/朴美宣, 1979년 3월 29일 ~ )은 대한민국의 배우이다. 2000년 미스코리아 대회에 참가하면서 연예계에 입문했다. 이후 중국으로 건너가 그 곳에서 배우 활동을 시작했으며, 중국중앙텔레비전(CCTV)의 드라마에 조연으로 출연하기도 했다. 2005년에 SBS의 드라마인 《마이걸》에 출연하면서 본격적으로 대한민국 활동을 시작했으며, 같은 해에 가수 겸 배우인 에릭과 사귀면서 대중적인 인지도를 얻었다. 이후 여러 드라마와 영화에 주연, 조연으로 출연하면서 왕성한 활동을 이어 갔으나 2013년 2월 프로포폴 상습 투약 혐의 사실이 드러나 활동을 중단했다. 2014년 9월 TV조선의 드라마인 《최고의 결혼》을 통해 복귀하였다.

## 생애
1989년 동성국민학교 4학년 재학 중 MBC 창작동요제에서 《봄마중》이라고 불렀으며, KBS 전국어린이동요대회에서 매주 여는 부산 지역 대회와 계절별로 치르는 전국기말결선을 거쳐 연말결선대회에 진출해 우수상을 받았다.
1990년 동성국민학교 5학년 재학 중 KBS 창작동요대회에서 《그림 그리고 싶은 날》이라는 노래를 불러 최우수상을 수상했다.
1991년 유니세프 국제어린이음악제 한국예선에서 《초저녁별》을 불렀고(참가번호 14번), KBS 창작동요대회 초정되어 그림 그리고 싶은 날을 불렀으며, 노래는 내 친구 연말결선대회 도입부 사회를 보았다.
2000년 미스코리아 서울 미에 입상했고, 드라마 《마이걸》, 《연개소문》, 영화 《구미호 가족》 등에 출연했으며, 2006년 SBS 연기대상에서 뉴스타상을 수상하기도 했다.
2007년 영화 《사랑》에 주진모의 상대역으로 출연해 제27회 영평상 영화제에서 신인여우상을 수상했다. 제43회 백상예술대상에서 《구미호 가족》으로 신인여우상을 받은 데 이어 이례적으로 2년 연속 신인여우상 수상이었다.

## 사건 및 사고
2013년 2월에 이승연, 장미인애, 현영과 함께 프로포폴을 불법적으로 투약한 혐의로 징역 8개월 집행유예 2년을 선고받았다.
2021년 1월 17일 오전 11시 30분에 음주운전으로 적발됐다. 이는 2번째 음주운전인 것으로 밝혀져 물의를 일으켰다.

## 학력
- 동성국민학교 (졸업)
- 남천여자중학교 (졸업)
- 덕문여자고등학교 (졸업)
- 롱아일랜드 대학교 신문방송학과 (휴학)

## 출연 작품

### 드라마
| 연도 | 제목                         | 역할       | 비고               |
| ---- | ---------------------------- | ---------- | ------------------ |
| 2004 | 봉구황                       | 탁문군     | 중국드라마         |
| 2004 | 한혈보마                     | 귀수       | 중국드라마         |
| 2005 | 보련등                       | 삼성모     | 중국드라마         |
| 2005 | 마이걸                       | 김세현     | 16부작             |
| 2006 | 연개소문                     | 천관녀     | 100부작            |
| 2006 | 돌아와요 순애씨              | 스튜어디스 | 16회 특별출연      |
| 2006 | 하이에나                     | 소미       | 1회, 16회 특별출연 |
| 2007 | 꽃피는 봄이 오면             | 오영주     | 16부작             |
| 2008 | 온에어                       | 박시연     | 3회 특별출연       |
| 2008 | 달콤한 인생                  | 홍다애     | 24부작             |
| 2009 | 남자 이야기                  | 서경아     | 20부작             |
| 2010 | KBS 드라마 스페셜 - 빨강사탕 | 유희       | 1부작              |
| 2010 | 커피하우스                   | 서은영     | 18부작             |
| 2011 | 최고의 사랑                  | 김희진     | 3회 특별출연       |
| 2012 | 세상 어디에도 없는 착한남자  | 한재희     | 20부작             |
| 2014 | 최고의 결혼                  | 차기영     | 16부작             |
| 2016 | 판타스틱                     | 백설       | 16부작             |
| 2018 | 키스 먼저 할까요             | 백지민     | 40부작             |
| 2020 | 화양연화                     | 장서경     | 16부작             |
| 2020 | 산후조리원                   | 한효린     | 특별출연           |

### 영화
| 연도 | 제목                                          | 역할    | 비고   |
| ---- | --------------------------------------------- | ------- | ------ |
| 2006 | 구미호 가족                                   | 첫째 딸 |        |
| 2007 | 일편단심 양다리                               | 주라영  | 미개봉 |
| 2007 | 사랑                                          | 정미주  |        |
| 2008 | 다찌마와 리: 악인이여 지옥행 급행열차를 타라! | 마리    |        |
| 2009 | 마린 보이                                     | 최유리  |        |
| 2012 | 간기남                                        | 김수진  |        |
| 2015 | 제7기사단                                     | 한나    |        |

### 예능
- 2009년 SBS 《일요일이 좋다 - 패밀리가 떴다》
- 2017년 KBS2 《하숙집 딸들》

### 뮤직 비디오
- 틴탑 - 향수뿌리지마
- 빅4 - Untouchable , Gone With The Wind
- 엠씨 더 맥스 - 가슴아 그만해
- 박효신 - 사랑한후에
- 케이윌 - 기가 차
- 정인 - 장마
- 우수 (가수) - 습관

### 광고
- KFC 치킨샐러드
- KTF
- 엔프라니 전속모델
- SUBI
- 르꼬끄 스포르티브
- 미쟝센
- 비오템
- 2% 부족할때
- 나이키
- 타미힐피거
- 이브자리
- 버커루
- 오르비스
- 오리온 닥터유 에너지바

### 음반
- 2011년 세상에 뿌려진 사랑만큼

## 경력
- 2007년 '코리아 인 모션, 대구' 홍보대사
- 2010년 '페어트레이드코리아 그루' 홍보대사

## 수상 및 후보
| 연도 | 시상식                       | 부문                               | 작품                        | 결과 |
| ---- | ---------------------------- | ---------------------------------- | --------------------------- | ---- |
| 2000 | 제44회 미스코리아            | 미스코리아 서울 미(美), 한주코리아 | 빈칸                        | 수상 |
| 2006 | 제27회 청룡영화상            | 신인여우상                         | 구미호 가족                 | 후보 |
| 2006 | SBS 연기대상                 | 뉴스타상                           | 마이걸                      | 수상 |
| 2007 | 제43회 백상예술대상          | 영화부문 여자 신인연기상           | 구미호 가족                 | 수상 |
| 2007 | 제43회 백상예술대상          | TV부문 여자 신인연기상             | 꽃피는 봄이 오면            | 후보 |
| 2007 | 제28회 청룡영화상            | 여우조연상                         | 사랑                        | 후보 |
| 2007 | 제27회 한국영화평론가협회상  | 신인여우상                         | 사랑                        | 수상 |
| 2008 | 제5회 맥스무비 최고의 영화상 | 최고의 여자조연배우상              | 사랑                        | 후보 |
| 2008 | 제29회 청룡영화상            | 여우조연상                         | 다찌마와 리                 | 후보 |
| 2010 | SBS 연기대상                 | 특별기획부문 여자 우수연기상       | 커피하우스                  | 후보 |
| 2010 | KBS 연기대상                 | 여자 연작·단막극상                 | 빨강 사탕                   | 후보 |
| 2012 | KBS 연기대상                 | 중편드라마부문 여자 우수연기상     | 세상 어디에도 없는 착한남자 | 후보 |
| 2018 | SBS 연기대상                 | 월화드라마부문 여자 우수연기상     | 키스 먼저 할까요            | 후보 |